# Bożena Gajdzik
Bożena Gajdzik  – polski naukowiec, doktor nauk ekonomicznych w zakresie ekonomii, habilitowany w naukach technicznych  w zakresie inżynierii produkcji, nauczyciel akademicki w Politechnice Śląskiej.

## Życiorys
Absolwentka Akademii Ekonomicznej w Katowicach. W 2000 r. uzyskała na Wydziale Zarządzania tej uczelni stopień doktora nauk ekonomicznych w zakresie ekonomii za pracę Orientacja marketingowa gmin (próba identyfikacji). W 2018 r. na Politechnice Krakowskiej uzyskała stopień doktora habilitowanego w dyscyplinie inżynieria produkcji za osiągnięcia pod tytułem: Analiza retrospektywna i prospektywna procesu produkcji  w restrukturyzowanym przemyśle hutniczym w Polsce.
Od 2002 jest związana z Politechniką Śląską, kolejno adiunkt na Wydziale Inżynierii Materiałowej i profesor nadzwyczajny w Katedrze Informatyki Przemysłowej.
Jej zainteresowania naukowe to głównie organizacja i zarządzanie w przemyśle, ze szczególnym uwzględnieniem restrukturyzacji i zmian w sektorze stalowym w Polsce. Inne obszary naukowych zainteresowań: zarządzanie przedsiębiorstwem, industry 4.0, czynnik ludzki, inżynieria produkcji, prognozowanie produkcji.
Jest autorką ponad 600 publikacji naukowych, w tym 25 książek (monografie naukowe i dydaktyczne), 157 rozdziałów w monografiach, 1 książki redagowanej (zagraniczna), ponad 400 artykułów naukowych.
Z liczbą cytowań swoich prac naukowych w latach 2021 i 2022 znalazła się wśród najlepiej cytowanych naukowców w swojej poddziedzinie.